# Gliese 180
GJ 180 llamada igualmente Gliese 180, es una estrella de tipo M, conocida para tener dos planetas GJ 180 b y GJ 180 c. Se ubica a 38 años-luz de la Tierra.
Según laboratorio de habitabilidad planetaria (PHL) a Puerto Rico, dos mundos en el sistema pueden estar clasificados como de los planetas potencialmente habitables. Sin embargo, el Dr Mikko Tuomi, de la Universidad británica de Hertfordshire, cuyo equipo ha identificado los planetas, es en desacuerdo, declarando :
"El PHL añade un tipo de un "HZ prolongada", que francamente, no sé  cómo está calculado, pero que añade ciertas zonas de habitabilidad potencial para los bordes interiores y exteriores de la HZ que nos lo hemos definido. Comprendían el compañero interno del sistema GJ 180 (planeta b) que consideramos demasiado caliente para estar potencialmente habitable."